# Hrvatska štedionica u Trstu
Hrvatska štedionica u Trstu (talijanski: Cassa di risparmio croata di Trieste) bila je financijska ustanova Hrvata u Trstu koje je djelovala za vrijeme Austro-Ugarske i poslije u Italiji. Poslovala je od 1909. do 1922. godine. Bila je prva isključivo hrvatska štedionica hrvatske zajednice u ovom gradu.
Prvo sjedište, u kojem se najviše zadržala bila je Trgu burze broj 3, prvi kat.